# Carlsbad Springs (Ontario)
Pour les articles homonymes, voir Carlsbad.

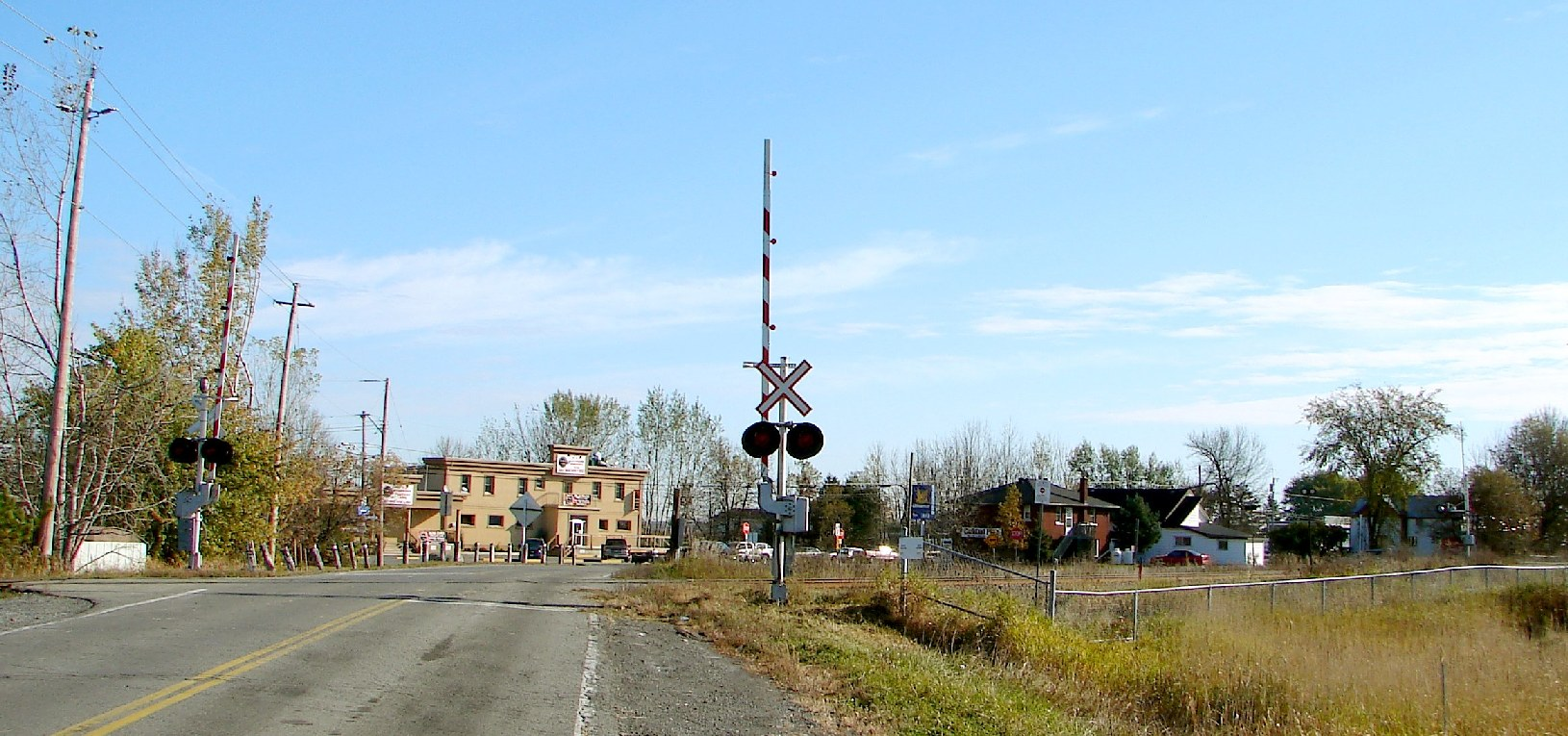
Carlsbad Springs (Ontario)

Carlsbad Springs est une communauté rurale située sur les rives de Bear Brook du quartier Cumberland à Ottawa, Ontario, Canada. Avant la consolidation municipale en 2001, la communauté s'est retrouvé à la frontière entre Gloucester et Cumberland. Selon le Recensement du Canada de 2011, sa population comte 916 personnes.

## Histoire

### L'ère des hôtels et des spas minéraux (des années 1870 à 1930)
Le village a été nommé Boyd's Mills puis renommé Eastman's Springs en hommage au propriétaire de la première auberge située dans la communauté, Daniel Eastman. En 1870, des hommes d'affaires, dont le futur maire d'Ottawa, C.W. Bangs, ont établi l'entreprise Dominion Springs pour construire un hôtel-spa. L'eau très minéralisée a été considérée comme bénéfique pour la santé et avait aussi des avantages récréatifs. Des discours des conférenciers, des sentiers, de l'équitation, du tir à l'arc et du billard ont été offerts aux visiteurs. L'eau minérale a été embouteillée et vendue autour de l'Amérique du Nord. En 1906 comme acte de publicité le village a été encore rebaptisé comme Carlsbad Springs. Il a été nommé d'après l'endroit le plus luxueux pour les aristocrates d'Europe centrale à l'époque, la source naturelle de Carlsbad (Karlovy Vary, Tchéquie) où le roi Edward VII prenait ses séjours. L'hôtel-spa a été construit tout en bois et était le plus grand du comté pendant plusieurs années. Il ne survivrait après la Grande Dépression des années 1930, est devenu des appartements en 1945 et il a été enfin démoli pendant les années 1980.

De 1882 jusqu'aux années 1970, le village avait une gare de chemin de fer. La voie ferrée qui traverse encore la communauté est toujours la ligne principale entre Ottawa et Montréal.

### Le déclin (de 1930 aux années 1970)
En plus de l'hôtel, les fermes familiales ont aidé la communauté à se développer à la fin du XIXe siècle et au début du XXe siècle, mais le succès de la ville champignon hôtelière de Carlsbad Springs s'est terminé à cause de la Grande Dépression des années 1930. Après la Seconde Guerre mondiale, l'industrie touristique du village a pratiquement disparu. La plupart des terres environnantes étaient de petites fermes laitières ou de poules. Certaines de ces fermes ont atteint des superficies de 200 acres ou 0,8 kilomètre carré.
Durant les années 1960, le Gouvernement de l'Ontario a proposé de reconstruire Carlsbad Springs comme ville-dortoir à l'extérieur de la ceinture de verdure, la ceinture verte d'Ottawa avec une superficie de 200 km2. La Commission de la capitale nationale a acquis des terres agricoles à proximité, donnant ainsi le village sa propre ceinture verte. Le plan était un échec à cause des argiles glaciomarines qui ne peuvent pas supporter les grands bâtiments. Les plans pour la ville-dortoir ont été abandonnés, mais la Commission de la capitale nationale a conservé des milliers d'acres de terres agricoles. Des morceaux de ces terres ont été loués à des fermiers, mais cette habitude diminuait après la diminution de l'économie agricole des années 1980.

### Histoire récente (des années 1980 à aujourd'hui)
La proximité de l'autoroute 417 attirait de nombreux résidents qui conduisaient à Ottawa pour travailler dans la ville. La culture franco-ontarienne est dominante - les panneaux sont écrits en français et 84 % des résidents parlent français comme langue maternelle. De plus, les activités communautaires se déroulent en français. En hiver la motoneige est très populaire - les sentiers de motoneige sont situés tout autour du village. L'un des événements communautaires les plus populaires est le carnival hivernal. Le carnival est organisé chaque janvier à Harkness Park et le centre communautaire de Carlsbad Springs (6020 chemin Piperville).

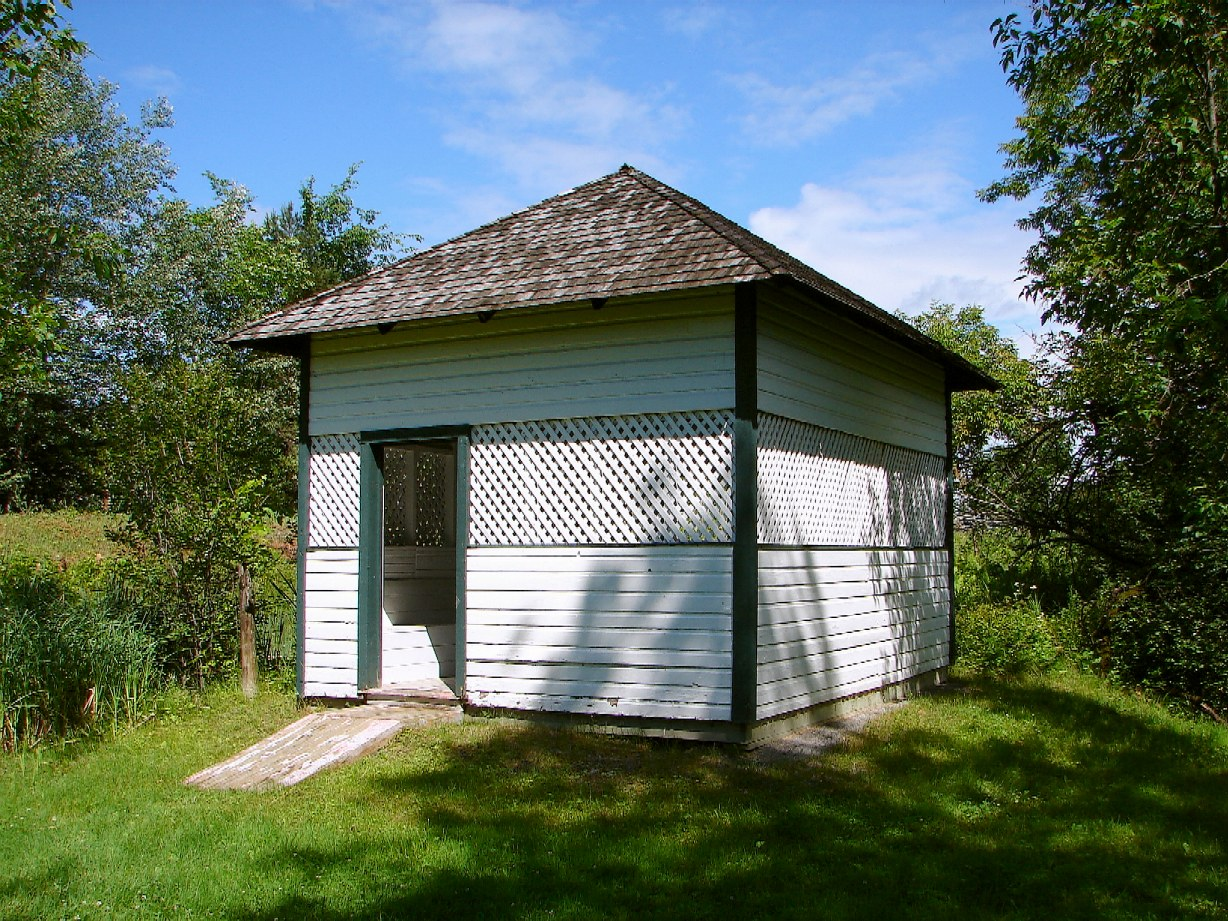
La dernière spring house restante à Carlsbad Springs

Pendant les années 1990, la dernière spring house restante de l'hôtel Dominion House a été réparée pour que la communauté puisse se souvenir de l'histoire des spas qui puisaient l'eau des sources naturelles. La communauté a continué à attirer le développement, notamment un grand terrain de golf construit près de l'autoroute 417. Le 1er janvier 2001, la ville d'Ottawa fusionne avec onze municipalités environnantes pour devenir la quatrième plus grande ville du Canada. Lorsque Carlsbad Springs a fusionné avec la ville d'Ottawa, il y a eu des réactions mixtes dans la communauté. Certains résidents étaient heureux d'avoir la disponibilité des services municipaux (une route d'autobus, par exemple). Cependant, d'autres résidents craignaient que les règlements urbains de la Ville d'Ottawa entraverait le mode de vie semi-rural de la région.
En 2011, un nouveau centre communautaire, avec un coût de 3 200 000 $, a ouvert ses portes à Carlsbad Springs. Il comprend un gymnase, une salle de conférence, un petit bureau et un espace d'accueil. Le centre communautaire est adjacent au parc Harkness. Le parc Harkness a une cour de récréation, un diamant de baseball, un court de tennis et une patinoire. Par conséquent, le centre est devenu un endroit important pour les sports et les loisirs pour les résidents de Carlsbad Springs et d'autres communautés rurales environnantes comme Piperville, Ramsayville, Edwards, Russell et Kenmore.
CJRO-FM est une station de radio touristique et communautaire de faible puissance (15 watts). Le nom de la station de radio est Carlsbad Info Radio. La programmation de CJRO-FM est diffusée du centre communautaire de Carlsbad Springs.
En janvier, 2018, les Hells Angels Nomads ont repris leurs activités dans leur complexe sur chemin Piperville. Ce complexe est le seul club-house pour environ 270 membres des Hells Angels. La police provinciale de l'Ontario n'ont pas dit pourquoi les motards étaient revenus, mais ils ont dit qu'ils étaient déterminés à continuer de les surveiller. Radio-Canada indique que les Nomads ont réapparu à Carlsbad Springs à cause des violents combats internes pendant l'été 2016 qui les a poussés à se cacher. Citant des sources policières anonymes, Radio-Canada a rapporté que les Nomads basés à Ottawa ont récemment obtenu une nouvelle charte des Hells Angels, mais devraient faire attention à ne pas s'infiltrer dans le territoire dirigé par les Hells Angels du Québec.
En 2018, la construction d'un entrepôt pour Amazon a commencé à Carlsbad Springs. L'entrepôt a été ouvert en 2019, créant plus de 600 emplois à temps plein entre l'autoroute 417 et le centre du village. De plus, malgré des années de protestations de la communauté, le développement a commencé sur un dépotoir pour les déchets médicaux et industriels jugés trop dangereux pour être envoyés aux dépotoirs conventionnels, avec une capacité annuelle estimée à 450 000 tonnes. La communauté va recevoir six millions de dollars du développeur, Taggart Miller, pendant une période de trente ans pour les droits d'enfouissement.

## Personnes associées
- Raymond Desjardins, chercheur scientifique principal à Agriculture et Agroalimentaire Canada

Une rumeur locale affirme que John A. Macdonald fréquentait l'hôtel Dominion House à Carlsbad Springs.

## Statistiques
Langue (2011)
| Langue maternelle | Montant | Pourcentage |
| ----------------- | ------- | ----------- |
| français          | 773     | 84,3 %      |
| anglais           | 129     | 14,1 %      |
| autres            | 14      | 1,5 %       |

Criminalité et suicide (2016)
| Type d'incident                                 | Cas | Taux par 100 000 personnes |
| ----------------------------------------------- | --- | -------------------------- |
| Agressions                                      | 24  | 2 620                      |
| Désordres de la qualité de vie                  | 21  | 2 292                      |
| Crimes mineurs contre les biens                 | 33  | 3 603                      |
| Vol de véhicule                                 | 6   | 655                        |
| Entrée par effraction                           | 12  | 1 310                      |
| Vol de plus de 10 000 $ (vol de véhicule exclu) | 6   | 655                        |
| Infractions sexuelles                           | 8   | 873                        |
| Homicides                                       | 0   | 0                          |
| Suicides                                        | 1   | 109                        |

Criminalité et suicide (2015)
| Type d'incident                                 | Cas | Taux par 100 000 personnes |
| ----------------------------------------------- | --- | -------------------------- |
| Agressions                                      | 12  | 1 310                      |
| Désordres de la qualité de vie                  | 20  | 2 183                      |
| Crimes mineurs contre les biens                 | 26  | 2 838                      |
| Vol de véhicule                                 | 6   | 655                        |
| Entrée par effraction                           | 7   | 764                        |
| Vol de plus de 10 000 $ (vol de véhicule exclu) | 6   | 655                        |
| Infractions sexuelles                           | 1   | 109                        |
| Homicides                                       | 1   | 109                        |
| Suicides                                        | 2   | 218                        |